# Orion (Frankrijk)
Orion is een gemeente in het Franse departement Pyrénées-Atlantiques (regio Nouvelle-Aquitaine) en telt 165 inwoners (1999). De oppervlakte bedraagt 9,80 km², de bevolkingsdichtheid is 16,84 inwoners per km².

## Demografie
Onderstaande figuur toont het verloop van het inwonertal (bron: INSEE-tellingen).

1. ↑  Populations de référence 2022.